# 苗栗縣公共圖書館列表
苗栗縣立圖書館，苗栗縣的公共圖書館，隸屬苗栗縣政府教育局。總館設在苗栗市自治路50號

## 苗栗縣圖書館列表
本條目列出的是苗栗縣的圖書館列表：
- 苗栗縣立圖書館
- 苗栗市立圖書館
- 苗栗市立圖書館北苗分館
- 苗栗縣卓蘭鎮立圖書館
- 苗栗縣竹南鎮立圖書館
- 苗栗縣竹南鎮李科永紀念圖書館
- 苗栗縣苑裡鎮立圖書館
- 苗栗縣後龍鎮立圖書館
- 苗栗縣公館鄉立圖書館
- 苗栗縣銅鑼鄉立圖書館
- 苗栗縣大湖鄉立圖書館
- 苗栗縣泰安鄉立圖書館
- 苗栗縣獅潭鄉立圖書館
- 苗栗縣頭屋鄉立圖書館
- 苗栗縣造橋鄉立圖書館
- 苗栗縣南庄鄉立圖書館
- 苗栗縣頭份市立圖書館
- 苗栗縣通霄鎮立圖書館
- 苗栗縣三灣鄉立圖書館
- 苗栗縣三義鄉立圖書館
- 苗栗縣西湖鄉立圖書館

## 外部連結
- 苗栗縣立圖書館 （页面存档备份，存于）

1. ↑  . lib.miaoli.gov.tw.   [2025-08-20]. （原始内容存档于2023-06-03） （中文（臺灣））.